# پای پرده‌دار

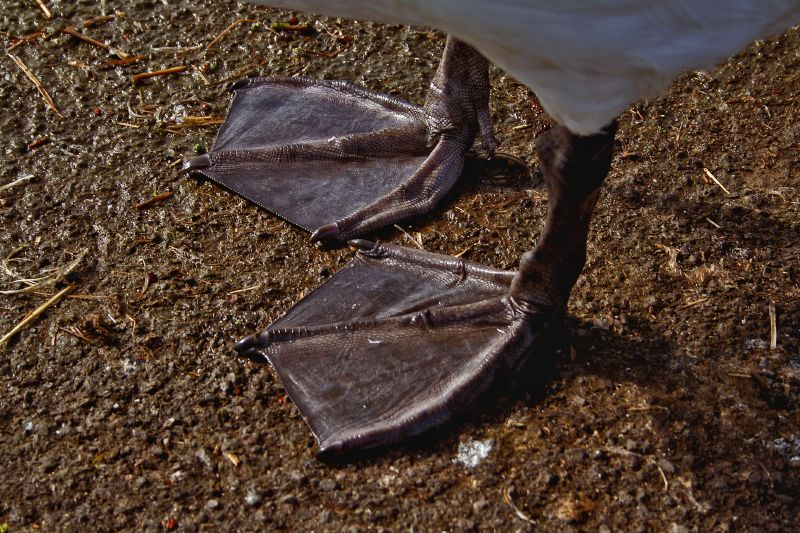
پای پرده‌دار در یک قوی گنگ. در اینجا، شکل دلتا (مثلثی) پا آشکارا دیده می‌شود. این شکل امکان تشکیل گرداب‌های لبه پیشرو و نیروی محرکه مبتنی بر بالابر را به هنگام شنا فراهم می‌کند.

پای پرده‌دار (به انگلیسی: Webbed foot) یک اندام تخصصی با پرده بین‌انگشتی (پرده داشتن) است که به حرکت آب کمک می‌کند و در انواع مهره‌داران چهاراندامان وجود دارد. این سازگاری در درجه نخست در گونه‌های نیمه‌آبزی یافت می‌شود و به طور همگرا چندین بار در گونه‌های مهره‌داران تکامل یافته‌است.

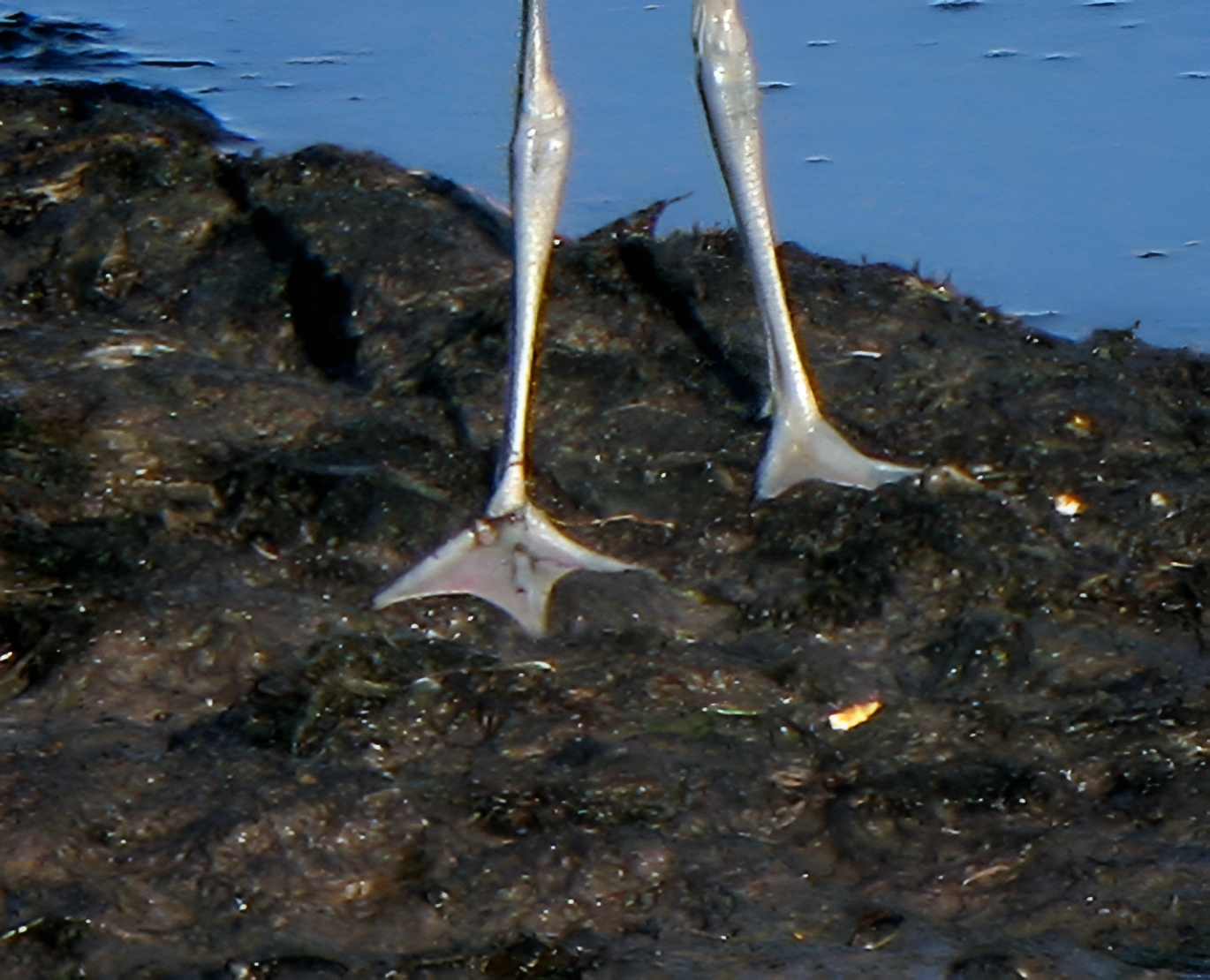
بر خلاف دیگر پرندگان ساحلی، نوک‌خنجری ابلق دارای پای شبکه‌ای است و می‌تواند به خوبی شنا کند.

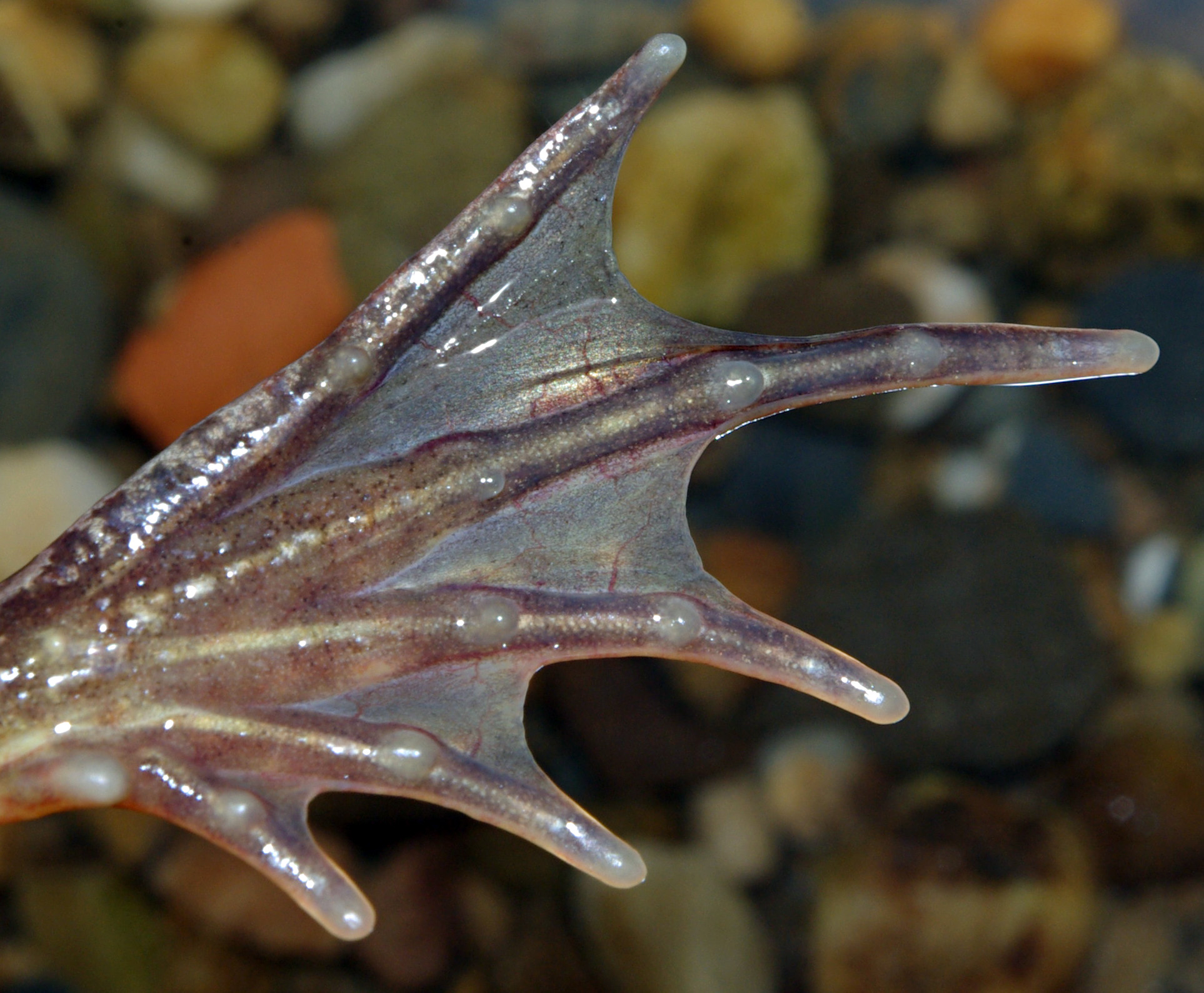
پای پرده‌دار قورباغه معمولی. در اینجا، پا شکل دلتا (مثلثی) دارد که امکان تشکیل گرداب‌های لبه جلویی را فراهم می‌کند و احتمالاً کارایی شنا را افزایش می‌دهد.

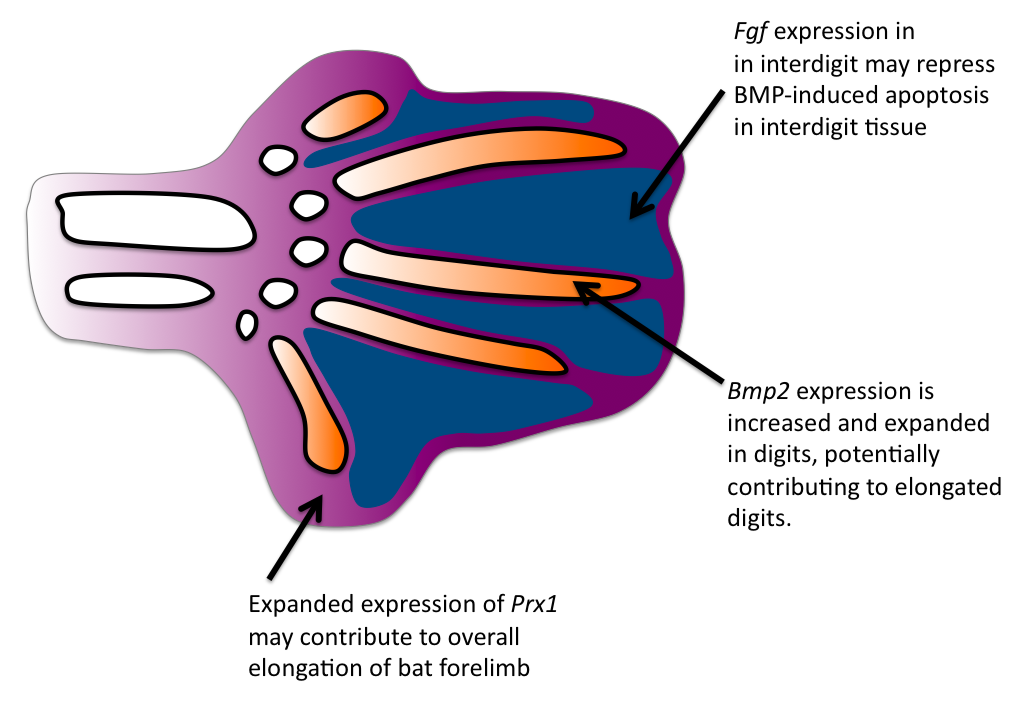
خفاش‌ها همچنین پرده‌های بین‌انگشتی را برای پرواز ایجاد کرده‌اند. کاهش آپوپتوز ناشی از BMP به احتمال زیاد باعث ایجاد این ویژگی شد.

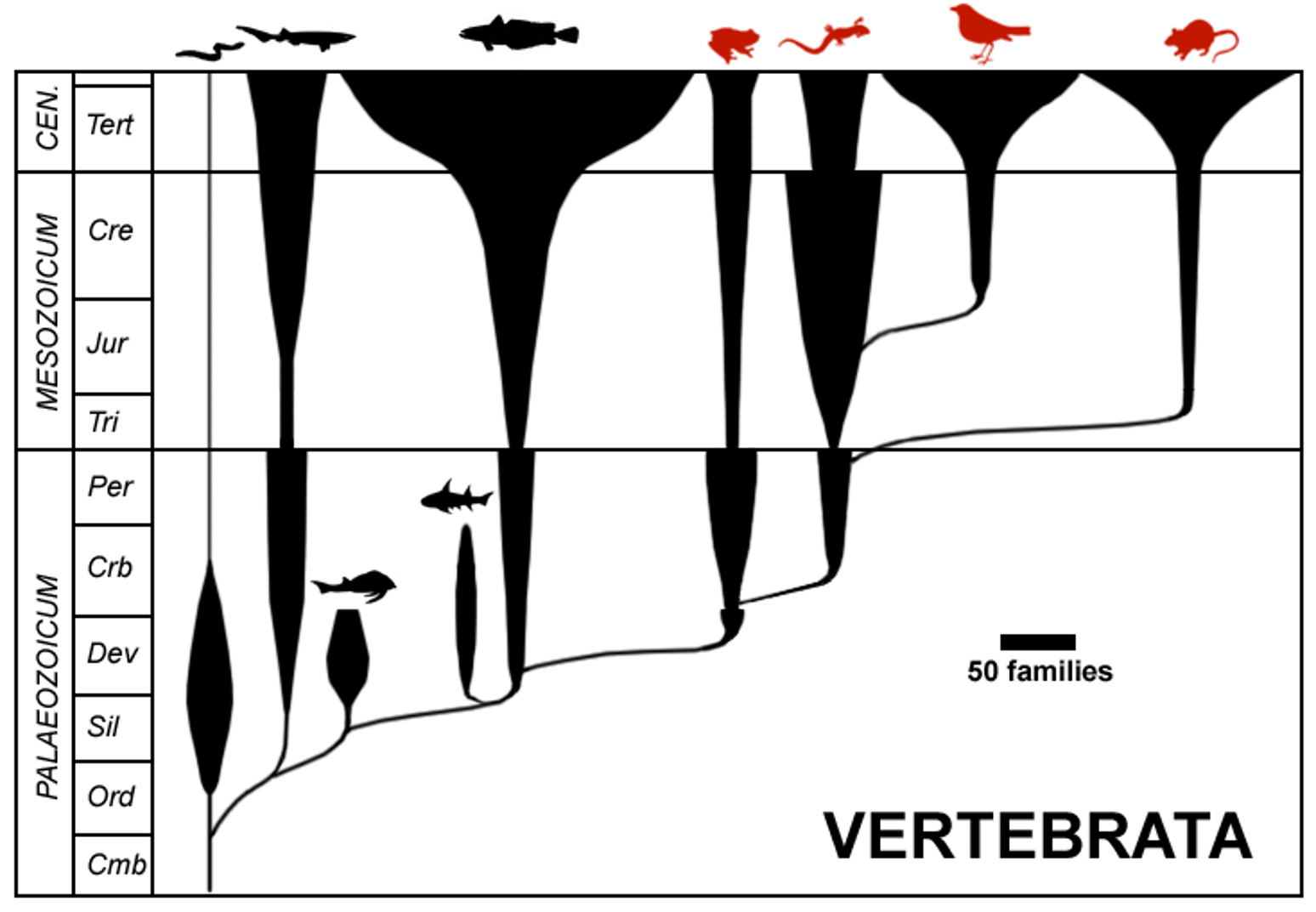
درخت تبارزایی از گونه‌های مهره‌داران. آرایه‌هایی که با رنگ قرمز مشخص شده‌اند شامل گونه‌هایی با پاهای شبکه‌ای هستند. در همه این موارد، پاهای پرده‌دار به صورت همولوگ و مستقل از دیگر آرایه‌ها از طریق تکامل همگرا به وجود آمدند.

## انواع پرده پا

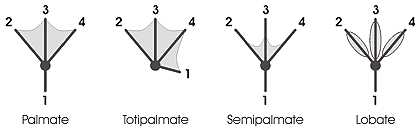
پرده داشتن (Webbing) و پره داشتن (lobation) در پای راست پرندگان

- پرده‌دار (Palmate): تنها انگشت‌های جلویی (۲ تا ۴) با پرده به هم وصل می‌شوند. در مرغابی‌ها، غازها و قوها، مرغان دریایی و پرستودریایی‌ها و دیگر پرندگان آبزی (ماهی‌گیرک، فلامینگو، فولمار، کاکایی‌اقیانوسی، غواص، پترل، کبوتردریایی و آب‌شکاف) یافت می‌شود.[۳] اردک‌های شیرجه‌زن همچنین دارای انگشت عقبی لوب‌دار (۱) و مرغان دریایی، پرستودریایی‌ها و وابستگان آنها انگشت عقبی کوچکی دارند.[۴]
- سراسرپرده‌دار (Totipalmate): هر چهار انگشت (۱–۴) با پرده به هم می‌پیوندند. در گانت‌ها و بوبی‌ها، پلیکان‌ها، باکلان‌ها، سفیدغازها، بوبی‌ها و سینه‌بادکنک، مارگردن‌هاو نوک‌سرخ‌ها یافت شود. برخی از گانت‌ها دارای پاهای رنگی روشن هستند که در نمایش‌های جنسی استفاده می‌شود.[۵][۶]
- نیم‌پرده‌دار (Semipalmate): یک شبکه کوچک بین انگشتان جلویی (۲–۴) وجود دارد. در برخی از سلیم‌ها (سلیم اوراسیایی) و آبچلیک‌ها (آبچلیک‌های نیم‌پرده‌پا آبچلیک زوزه‌گرگی، آبچلیک چوب‌پا، نوک‌خنجری‌ها، ساق‌های آبچلیک‌های پازرد)، آووست، حواصیل‌ها (تنها دو انگشت)، همه سیاه‌خروس‌ها و برخی از نژادهای اهلی مرغ یافت می‌شوند. سلیم‌ها وخروس‌کلیان انگشت عقبی کوچک دارند (۱) و آبچلیک‌ها و وابستگان یک انگشت کوچک و برجسته دارند که به سختی زمین را لمس می‌کند. تلیله سفید تنها آبچلیکی است که دارای ۳ انگشت (تریداکتیل) است.[۵]
- پره‌دار (Lobate): انگشتان جلویی (۲ تا ۴) با لبه‌های پوست لبه دارند. هنگام شنا کردن پرنده، لوب‌ها گسترده یا منقبض می‌شوند. در کشیم‌ها، شناگرها، چنگرها، باله‌پنجگان و برخی از اردک‌های کف پرده یا در انگشت عقبی (۱). کشیم‌ها در بین انگشتان پا پرده‌های بیشتری نسبت به چنگر و شناگرها دارند.[۳][۶]

پرده‌دار رایج‌ترین است.